# Cerámica bilingüe
Cerámica bilingüe es un término usado para denotar a la cerámica a los vasos áticos que presentan en un lado figuras negras y en el otro figuras rojas, representando a veces la misma escena. Son representativos de una época de cambio de estilo, y puede ser debido a la incertidumbre del mercado de lo nuevo, el estilo de las figuras rojas. Estas obras se produjeron durante un corto período a causa de la popularidad de la técnica de las figuras rojas,
El pintor de Andócides, Lisípides, Olto y Psiax produjeron este tipo de vasos. Epicteto hizo copas bilingües y el pintor de Andócides ánforas bilingües. 
Los vasos bilingües comprenden principalmente:
- ánforas con caras tratadas una en figuras negras y la otra en figuras rojas. Algunos de ellos muestran la misma escena en ambos lados y facilitan la comparación de las dos técnicas, como la ánfora probablemente debida al pintor de Anddócides, que representa a Atenea frente a Heracles acostado en una cama (Múnich, Staatliche Antikensammlungen, inv. 2301).[1] (Munich, Staatliche Antikensammlungen, inv. 2301)
- copas producidas en particular por Olto y Epicteto.[2] Un tipo frecuente es el de las copas de ojos.

## Galería

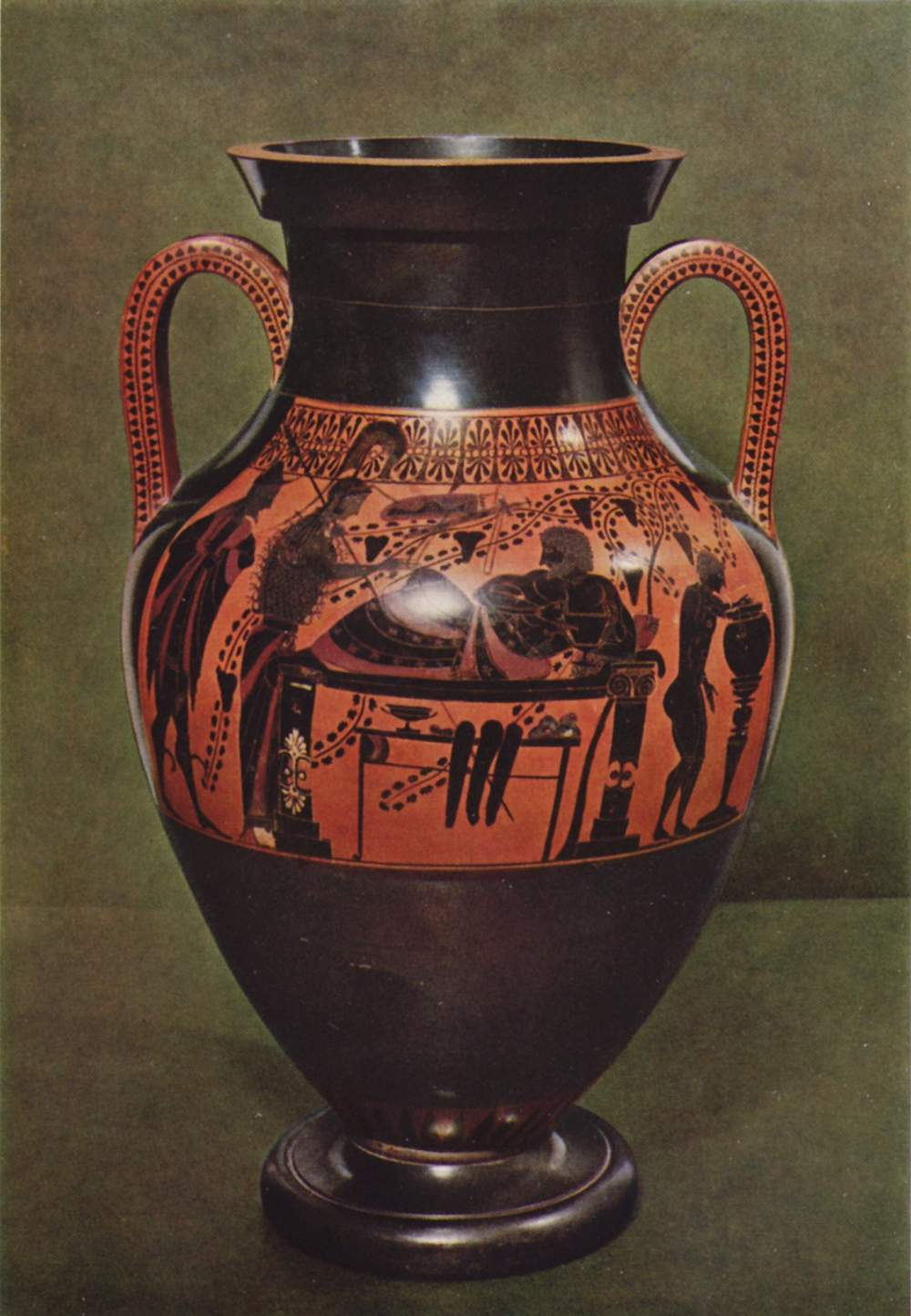
Ánfora ática bilingüe: Cara B (figuras negras), 520-510 a. C. Proveniencia: Vulci. Atribuida al pintor de Andócides (Staatliche Antikensammlungen de Múnich).
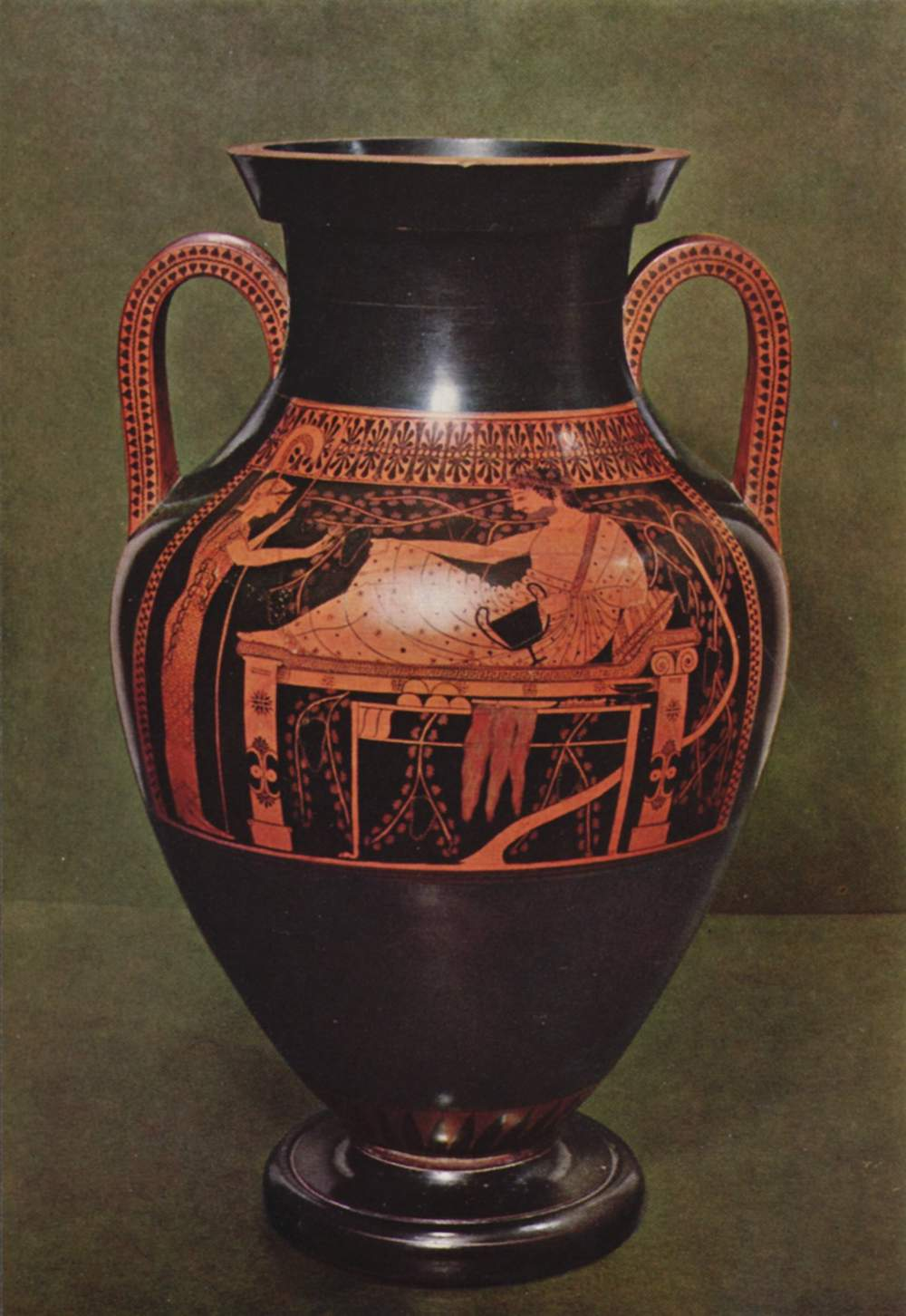
Cara A (figuras rojas) con la misma escena.